# Rafał Kazimierczak
Rafał Kazimierczak (ur. 27 października 1974) – polski lekkoatleta, skoczek wzwyż, wicemistrz Polski. Dziennikarz sportowy.

## Kariera sportowa
Jako dziennikarz sportowy pracował m.in. w Gazecie Wyborczej, Przeglądzie Sportowym, portalu polsatsport.pl i TVN24. Karierę dziennikarską łączył z uprawianiem lekkoatletyki.
Był zawodnikiem Browaru Schöller Namysłów (1998), Sztormu Kołobrzeg (1999), AZS-AWF Warszawa (2000) i Skry Warszawa (2001-2009).
Na mistrzostwach Polski seniorów na otwartym stadionie zdobył jeden srebrny medal w skoku wzwyż: w 2000. 
Rekord życiowy w skoku wzwyż: 2,22 (6.08.2000).